# Anemorea
Anemorea (in greco antico: Ανεμώρεια? il cui significato è «spazzata dal vento») era una polis dell'antica Grecia ubicata nella Focide, menzionata da Omero nel catalogo delle navi dell'Iliade.

## Storia
Secondo Strabone, il suo nome è dovuto alle raffiche di vento che si verificavano sulla città, e osserva che alcuni le avevano dato il nome di Anemolea. Il suo territorio costituiva il confine tra la Focide e Delfi nel 457 a.C., quando Delfi, spinta da Sparta, decise di separarsi dai focesi e a costituire un proprio stato.
Non è nota con sicurezza la posizione ma si ritiene che potrebbe essere stata sul sito dell'attuale Arachova.